# Persea obscura
Persea obscura är en lagerväxtart som beskrevs av Lorea-hern.. Persea obscura ingår i släktet avokador, och familjen lagerväxter. Inga underarter finns listade i Catalogue of Life.